# Ruitenwisser

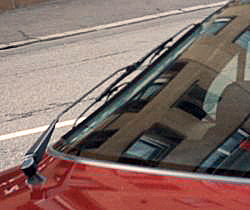
Ruitenwisser op de achterruit van een personenauto

Een ruitenwisser is een veelal rubberen strip die op een frame is gemonteerd en gebruikt wordt om water van ruiten af te wissen. Hoewel het ding dagelijks in het huishouden en door glazenwassers wordt gebruikt, bedoelt men met het woord ruitenwisser meestal specifiek de versie die op auto's wordt gebruikt. Daarnaast worden ruitenwissers ook gebruikt op treinen, trams, schepen en vliegtuigen.

## Geschiedenis
De vroegste vorm van de ruitenwisser is de handbediende versie op auto's uit het begin van de twintigste eeuw. Vooral de scharnierende wisser aan de bovenzijde van de voorruit is bekend geworden. Al snel werd de borstel op de wisserarm door een rubberen strip vervangen. In 1903 ontving Mary Anderson het eerste Amerikaanse patent op een hand gedreven ruitenwisser. Hoewel de eerste elektrische ruitenwissermotor in zijn vroegste vorm al van 1917 dateert, overheersen tot aan de Tweede Wereldoorlog de wissers die op onderdruk werken, vooral in de Verenigde Staten. Ontworpen door een automonteur uit Cleveland, William Folberth (1920), werden deze suction wipers vooral door de firma Trico geproduceerd. In Duitsland kwam de eerste autonoom werkende (onderdruk)wisser in 1924 op de markt.
Het principe van twee parallelle wisserarmen werd voor het eerst op een elektrische ruitenwisser toegepast in 1922 (Frank Stewart, Chicago) en nadat begin jaren dertig ook de automatische ruststand en een paar jaar later de variabele snelheid waren geïntroduceerd, was de onderdrukwisser ten dode opgeschreven. Dit systeem versnelde namelijk als de auto vertraagde (hoge onderdruk in het inlaatspruitstuk) en kon er bij vollast (geheel geopende gasklep) bij gebrek aan onderdruk zelfs helemaal mee ophouden. Zelfs het dempende onderdrukreservoir in de Ford Popular kon de ontwikkeling van de elektrische variant niet meer keren.
In 1922 startte Trico en in 1926 Bosch de productie van elektrische ruitenwissers, terwijl ook Zeiss-Ikon en SWF patenten namen. Op de IAA van Berlijn 1928 verscheen de eerste wisser met twee snelheden. Dit systeem werd later algemeen ingevoerd, omdat de vereiste wisfrequentie in verband met de toenemende voertuigsnelheid in de loop der tijd toenam van 40 a 50 km/uur, tot zo'n 65 km/uur. De dubbele ruitenwisser verscheen in Europa pas in de jaren dertig op het toneel.
Ruitenwissers werken vaak in combinatie met ruitensproeiers en koplampwissers. Bij aanvang maakte men hiervoor gebruik van een hand- of voetpompje. Trico ontwierp in 1936 een sproeier op onderdruk. De doorbraak van de elektrische sproeier ligt in de jaren vijftig (Lucas 1953). Rond 1965 was de betere middenklasser uitgerust met een elektrische wis/was-installatie.

## Geometrie

meestal gebruikt bij een auto
meestal gebruikt bij een bus
meestal gebruikt bij een   auto
meestal achter een auto
meestal achter een auto
meestal bij een trein/tram
meestal bij een vrachtwagen
meestal gebruikt bij oude auto`s
meestal gebruikt bij een (water)bus trein
gebruikt bij een trein en auto